# سد جونکاکا
سد جونکاکا (به اسپانیایی: Inkachaka Dam) یک سد در بولیوی است که در Bolivia واقع شده‌است.